# Daré (Cameroun)
Pour les articles homonymes, voir Daré.
Daré est un village de la commune de Djohong situé dans la région de l'Adamaoua et le département du Mbéré au Cameroun, à la frontière avec la République centrafricaine

## Population
En 1967, Daré comptait 247 habitants, principalement Gbaya.
Lors du recensement de 2005, 1 110 personnes y ont été dénombrées.